# Ashious Melu
Ashious Jordan Melu, noto anche come Ashios o Ashols Melu (Chililabombwe, 6 giugno 1957 – 20 gennaio 1997), è stato un calciatore e allenatore di calcio zambiano, di ruolo attaccante o difensore.

## Caratteristiche tecniche
Ha cominciato la propria carriera come attaccante, per poi divenire un difensore centrale.

## Carriera

### Giocatore

#### Club
Cresciuto nel Konkola Blades, ha militato per gran parte della sua carriera nel Mufulira Wanderers. Con il club biancoverde ha vinto per due anni (1983 e 1987) il premio di Calciatore dell'anno. Nella stagione 1987-1988 ha giocato in Grecia, nell'Olympiakos. Nella stagione 1989-1990 ha giocato nuovamente in Grecia, all'Apollon Kalamarias, con cui ha disputato cinque incontri di campionato. Dal 1990 al 1992 ha militato nel FavAC, club austriaco.

#### Nazionale
Ha debuttato in Nazionale nel 1982. Ha partecipato, con la Nazionale, alla Coppa d'Africa 1982, alla Coppa d'Africa 1986, alla Coppa d'Africa 1992, alla Coppa CECAFA 1988 e alla Coppa CECAFA 1989. È sceso in campo, inoltre, nelle qualificazioni ai mondiali 1990. A livello olimpico, invece, è sceso in campo nelle Olimpiadi 1988. All'interno della manifestazione ha disputato quattro incontri, fra cui quello del 19 settembre 1988 terminato con la storica vittoria per 4-0 contro l'Italia.

### Allenatore
Terminata la propria carriera da calciatore, nel 1992 ha cominciato come assistente allenatore dei Mufulira Wanderers, per poi diventare tecnico del club nello stesso anno. Nel 1994 ha ricoperto il ruolo di assistente tecnico della Nazionale zambiana. Nel 1995 è tornato ad allenare il Mufulira Wanderers, riuscendo a vincere due campionati consecutivi (1995 e 1996).

## Palmarès

### Giocatore

#### Club

##### Competizioni nazionali
- Zambian Challenge Cup: 2

Mufulira Wanderers: 1984, 1986

#### Individuale
- Calciatore dell'anno: 2

1983, 1987

### Allenatore

#### Competizioni nazionali
- Campionato zambiano di calcio: 2

Mufulira Wanderers: 1995, 1996
- Coppa dello Zambia: 1

Mufulira Wanderers: 1995
- Zambian Challenge Cup: 1

Mufulira Wanderers: 1996